# Mathieu Gomes
Mathieu Gomes Garcez (Bayonne, 6 marzo 1985) è un ex calciatore francese, di ruolo centrocampista o attaccante.

## Carriera

### Club
Il 26 luglio 2013 viene acquistato dalla squadra greca del Kerkyra.